# Bianca Jankovska
Bianca Jankovska (* 1991 in Wien) ist eine österreichische Autorin und Bloggerin. Sie veröffentlichte Sachbücher zu feministischen und gesellschaftskritischen Themen. Unter dem Pseudonym Groschenphilosophin schreibt sie seit 2014 einen Blog, für den sie mit einem Goldenen Blogger ausgezeichnet wurde.

## Leben
Jankovska wurde als Tochter einer Slowakin und eines Österreichers in Wien geboren. Sie wuchs im 22. Wiener Gemeindebezirk auf und zog 2017 nach Berlin, wo sie seitdem lebt. Sie studierte Publizistik und Politikwissenschaften an der Universität Wien und der Universität Antwerpen sowie Immaterialgüterrecht an der TU Dresden. Sie hat einen Abschluss als Wirtschaftsjuristin.

## Wirken
2018 veröffentlichte sie ihr erstes Buch Das Millennial-Manifest im Rowohlt Verlag, das sich mit den Herausforderungen und dem Lebensgefühl der Generation Y auseinandersetzt. Das Buch besteht aus kurzen Texten, in denen sie Themen wie Sex, Liebe, Social Media und prekäre Arbeitsverhältnisse behandelt. Es gelinge ihr, Probleme und Stimmungen ihrer Generation zu thematisieren, „ohne peinlich cool oder abgehoben zu werden“. Am stärksten seien die Passagen über Beziehungen und soziale Netzwerke, befand die Rezension in Die Presse
Im Jahr 2020 folgte der Essayband Dear Girlboss, we are done, in dem sie mit den Versprechungen des internetbasierten Kapitalismus und neoliberalen Selbstvermarktungsstrategien abrechnet. Sie hinterfragt darin die kapitalistische Denkweise von „Shepreneurs“ (Unternehmensgründerinnen) und setzt sich mit den Produktionsbedingungen in der Medienbranche auseinander.
2024 veröffentlichte sie das erzählende Sachbuch Potenziell furchtbare Tage. Sie berichtet über ihre Erfahrungen mit der prämenstruellen dysphorischen Störung (PMDS) und stellt einen Zusammenhang zwischen Gesundheit, Zyklus und Erwerbsarbeit her. Sie möchte mit diesem Buch über das PMDS aufklären und ein Neudenken der Arbeitswelt anregen. Dabei vertritt sie die Position, dass es zur Ermöglichung eines guten Lebens für alle die Pflicht der Privilegierten sei, die heutige Arbeitswelt zu sabotieren und zu zerstören.
Neben ihrer schriftstellerischen Tätigkeit gründete Jankovska die Online-Kündigungsberatung Thx Bye (auf Deutsch: danke, tschüss). In ihrem Podcast The Bleeding Overachiever (Die blutende Überfliegerin) gibt sie Tipps, wie man eine Kündigung richtig angeht.
Ihr Blog Groschenphilosophin wurde 2020 mit dem Preis Die Goldenen Blogger in der Kategorie ‚Bestes Kulturblog‘ ausgezeichnet. Er sei eine Art „Feuilleton im Netz“.

## Schriften
- Das Millennial-Manifest. Rowohlt, Reinbek 2018, ISBN 978-3-499-63384-3.
- mit Julia Feller (Illustration): Dear Girlboss, we are done. Books on Demand, Norderstedt 2020, ISBN 978-3-7519-2156-5.
- Potenziell furchtbare Tage. Über Anti-Work, Menstrual Health und das gute Leben. Haymon, Innsbruck 2024, ISBN 978-3-7099-8229-7.
- Die Groschenphilosophin. Ein Jahrzehnt Internet, Feminismus und Popkultur. Palomaa Publishing, Leipzig 2024, ISBN 978-3-949598-14-2.